# Tielen (Niemcy)
Tielen (duń. Tiele) − miejscowość i gmina w Niemczech w kraju związkowym Szlezwik-Holsztyn, w powiecie Schleswig-Flensburg, wchodzi w skład  urzędu Kropp-Stapelholm.